# Gutsbezirk Kaufunger Wald
Der Gutsbezirk Kaufunger Wald ist ein Forstgutsbezirk und ein gemeindefreies Gebiet im Werra-Meißner-Kreis in Hessen in der Bundesrepublik Deutschland.
Das bewaldete Gebiet liegt im Nordwesten des Werra-Meißner-Kreises im namensgebenden Mittelgebirge Kaufunger Wald und gehört zum Geo-Naturpark Frau-Holle-Land (Werratal.Meißner.Kaufunger Wald). Seine Fläche beträgt 50,32 km². Im Osten des Gutsbezirks liegt der Bilstein, dem mit einer 641,2 m ü. NHN zweithöchsten Berg des Kaufunger Waldes.
Nachbargemeinden im Landkreis sind Witzenhausen (Nordosten) und Großalmerode (Südosten). Die Nachbargemeinden Helsa (Süden), Kaufungen (Südwesten) und Nieste (Norden) gehören zum Landkreis Kassel. Im Norden grenzt das Gebiet außerdem an Staufenberg im Landkreis Göttingen, die südlichste Gemeinde Niedersachsens.
Bis 1972 war der Gutsbezirk Kaufunger Wald zwischen den Landkreisen Kassel und Witzenhausen aufgeteilt. Im Rahmen der Gebietsreform in Hessen wurde er 1972 vollständig in den Landkreis Witzenhausen und mit diesem 1974 in den Werra-Meißner-Kreis eingegliedert. Zuständig für den Gutsbezirk sind das Forstamt Hessisch Lichtenau und die fünf Revierförstereien Kaufungen, Bunte Bock, Helsa, Hundelshausen und Roßbach.
Nach dem Liegenschaftskataster steht der Gutsbezirk mit der Gemeindekennzahl 636200 gleichrangig neben den Gemeinden des Werra-Meißner-Kreises und ist in drei Gemarkungen aufgeteilt:
- Der Löwenanteil von 38,24 km² entfällt auf die Fluren 40 und 50 bis 55 der Gemarkung 2252 Großalmerode.
- Eine Fläche von 8,49 km² nordöstlich der Kammlinie vom Mühlenstein (607,2 m) über den Bilstein (641,2 m) zur Großen Kappe (572,5 m) wird zu den Fluren 8 und 10 der Gemarkung 2253 Roßbach hinzugerechnet.
- Eine letzte Teilfläche von 3,59 km² östlich des Fahrenbachs um den Langenberg (565 m) und dessen Südausläufer Kahlenberg (470 m) gehört gemeindefrei zur Flur 7 der Gemarkung 2254 Trubenhausen.

Die besonders im Osten zahlreichen Gemeinde-Enklaven im gemeindefreien Gebiet des Gutsbezirks zählen je nach Lage in einer der drei Gemarkungen zur Stadt Großalmerode oder zur Stadt Witzenhausen.